# Buyandelgeruulekh Khiid
 (décembre 2016).
Buyandelgeruulekh Khiid est un temple bouddhiste de Mongolie. 
Il est situé à Tsetserleg, capitale de la province d'Arkhangai, à 1691m d'altitude. Il a été fondé en 1586 et étendu en 1679 par le premier zaya-pandita Khalkha, Luvsanperenlei (1642–1715). L'extension a concerné le temple Semchin d’été, et le temple Semchin d'hiver. 
Le sixième Zaya Pandita, Jambatseren, a été tué par les communistes en 1932, et le temple principal de Guden a été transformé en musée. 
Le septième Zaya Pandita habite Oulan-Bator et visite le temple de façon occasionnelle.

## Histoire
Ce temple n'a pas été détruit lors de la répression qui a suivi la proclamation de la révolution communiste contre le clergé qui, avec les princes, détenait auparavant toutes les richesses du pays, sous l'Empire mongol, la Chine impériale[Pas dans la source] et la République de Chine.